# نیمتشیتسه (ناحیه سویتاوی)
نیمتشیتسه (به چکی: Němčice) یک منطقهٔ مسکونی در جمهوری چک است که در ناحیه سویتاوی واقع شده‌است. نیمتشیتسه ۱۳٫۱۷ کیلومتر مربع مساحت و ۹۶۱ نفر جمعیت دارد و ۳۸۵ متر بالاتر از سطح دریا واقع شده‌است.